# Gradac (Split-Dalmatie)
Pour les articles homonymes, voir Gradac.
Gradac est un village et une municipalité située sur la Makarska riviera, dans le comitat de Split-Dalmatie, en Croatie. Au recensement de 2001, la municipalité comptait 3 615 habitants, dont 92,25 % de Croates et le village seul comptait 1 574 habitants.

## Localités
La municipalité de Gradac compte 5 localités :
- Brist
- Drevnik
- Gradac
- Podaca
- Zaostrog